# البت الأكثر أهمية
في الحوسبة، البت الأكثر أهمية (بالإنجليزية: Most significant bit، وإختصارا MSB)‏

## تمثيل العدد السالب في النظام الثنائي
تعامل الأعداد السالبة في نظام الترقيم الثنائي بنفس الطريقة التي تعامل بها الأعداد السالبة في
النظام العشري ( فمثلا إضافة عدد موجب إلى عدد سالب يطرح العدد الأصغر بالقيمة المطلقة
من العدد الأكبر وتعطى إشارة العدد الأكبر للناتج ) .
للتمييز بين الأعداد الصحيحة الموجبة والسالبة في النظام الثنائي الممثلة بـ n خانة ثنائية يمكن حجز الخانة الأكثر أهمية ( MSB : Most Significant Bit) لتمثيل الإشارة .
مثال :
```
عدد ثنائي مكون من سبع خانات ثنائية n = 7 Bits 
  MSB = 0 العدد موجب 
  MSB = 1 العدد سالب
```

```
                            N = 
0
 1 1 0 1 1 0
```

```
                            N = 
1
 1 1 0 1 1 0
```

الرقم بالخط العريض يشير إلى الخانة الأكثر أهمية MSB.